# Múlt és Jelen
A Múlt és Jelen 1841–1848 között Erdélyben, Szilágyi Ferenc szerkesztésében kiadott konzervatív, kormánypárti hírlap volt. Hetente kétszer jelent meg Kolozsváron, melléklapjai a Hon és Külföld (1841–1848) és Magyar Gyermekbarát (1843–1844) voltak, hirdetési lapja pedig az 1844-ben indult Kolozsvári Heti Lap. 1848. április 14-étől május 9-éig a címe Jelen volt.

## Története
Szilágyi Ferenc történész, a kolozsvári református kollégium tanára 1838. február 1-jén kért engedélyt a lap kiadására. A főkormányszék kedvező véleménnyel továbbította a kérelmet az Erdélyi Udvari Kancellária felé, amely április 25-én javasolta V. Ferdinándnak az engedély megadását. Az ügyben ekkor nem született döntés, az uralkodó csak Szilágyi megismételt folyamodványát követően, 1840. július 28-án adta meg az engedélyt. A lap, melynek célja „a fejedelem és hon iránti hűség, törvényeket tisztelő kötelességérzés, buzgóság táplálása, s a hazafi erények intő lelkesítő példákkal megkedveltetése” volt, 1841-ben indult el. Ezt a célt Kristóf György szerint kifogástalan színvonalon, „tudással s eredménnyel képviselte.” Id. Szinnyei József értékelése szerint „Általában kevés érdekest közölt a jelenből. A múltra nézve históriai tekintetben sok jeles adattal állt elő.”
A hetente kétszer, kedden és pénteken megjelenő lapnak 1843–1844-ben Magyar Gyermekbarát címmel egy gyermekfolyóirat melléklete is volt, amely az első magyar ifjúsági folyóiratnak tekinthető.
1844. július 1-jétől jelent meg a folyóirat hirdetési lapja Kolozsvári Heti Lap címmel; az engedély nélkül kiadott lap miatt Méhes Sámuel (szintén a református kollégium professzora, az Erdélyi Híradó szerkesztője) panaszt tett a főkormányszéknél.
A megjelenés első évében a lapnak még nem alakult ki határozott politikai irányvonala, de a második évtől kezdve nyíltan kormánypártivá vált. Az uralkodóház és kormány állandó dicsérete mellett folyamatosan vitában állt a liberális Erdélyi Híradóval. Az ellenzéki lap szerkesztőivel személyes konfliktusba is került, és több alkalommal panaszt tett ellenük a hivatalos szerveknél. A lap előfizetőinek száma a második félévtől 800-ról 200-ra csökkent.
Amellett, hogy a Múlt és Jelen állami szubvencióban részesült, 1847-ben az udvar évi 1000 forint fizetést ítélt meg a visszavonulást emlegető Szilágyi Ferencnek.
1848. április 8-án éjjel Szilágyi Ferenc Pestre menekült, miután ablakait betörték és a Múlt és Jelent nyilvánosan megégették. Április 14-étől a lap megszűnéséig, május 9-ig Jelen címmel jelent meg.

## Tartalma

Az 1848. március 24-i szám címoldala

Az első hónapokban a lap két részből állt: a Múlt történelmi cikkeket tartalmazott, a Jelen pedig aktuális politikai híreket és hivatalos közleményeket közölt. A Hon és Külföld című melléklap történelmi, földrajzi és statisztikai magyarázatokat közölt a lap cikkeinek jobb megértéséhez. 1841. januárban a Múlt rovat több folytatásban cikket közölt az 1830-as francia forradalomról, februárban Belgium függetlenné válásáról, márciusban azonban a szerkesztő bejelentette, hogy következő hónaptól az olvasói igényeknek megfelelően átalakítja a lap szerkezetét. Az 1841. április 2-i számtól kezdődően megszűnt a lap két részre osztása, és a múltat illetően azt vállalta, hogy „a’ fontosabb napi történéseket, hol és mennyiben szükséges, a’ múlttal öszveköti.” Innentől kezdve a lap két része a Honi tudósítások illetve Külföldi tudósítások címet viselte.
A lap ellentmondásosan viszonyult az 1848-as forradalmakhoz: március 17-én még óvatosságra intett a franciaországi események kapcsán,  és  catastrophe-nak nevezte március 24-én a bécsi forradalmi eseményeket lázadásként aposztrofálta, március 28-án már arról írt, hogy Kolozsváron nem lázadás, hanem forradalom van, és üdvözölte a két erdélyi párt vezetői által kiadott nyilatkozatot Erdély és Magyarország unióját illetően.